# Stanisława Okularczyk
Stanisława Anna Okularczyk (ur. 12 maja 1943 w Bujnem) – polska zootechnik, nauczycielka akademicka i polityk, profesor nauk rolniczych, posłanka na Sejm V kadencji, w latach 2005–2006 wiceminister rolnictwa.

## Życiorys
W 1975 ukończyła studia na Wydziale Zootechniki Akademii Rolniczej w Krakowie. Doktoryzowała się, a w 1990 uzyskała stopień doktora habilitowanego, w 2000 otrzymała tytuł profesora nauk rolniczych. Specjalizowała się w ekonomice produkcji zwierząt. Zawodowo była związana z Instytutem Zootechniki, Instytutem Rozwoju Wsi i Rolnictwa PAN oraz Uniwersytetem Rzeszowskim, na którym kierowała Katedrą Ekonomiki Gospodarki Żywnościowej. Wchodziła w skład Komitetu Ekonomiki Rolnictwa PAN.
W 2005 uzyskała mandat poselski z listy Prawa i Sprawiedliwości na Sejm V kadencji z okręgu nowosądeckiego. Pełniła funkcję wiceprzewodniczącej Polsko-Tajwańskiego Zespołu Parlamentarnego. Do marca 2006 należała do PiS, była autorem programu rolnego tej partii. Od listopada 2005 do lutego 2006 sprawowała funkcję sekretarza stanu w Ministerstwie Rolnictwa i Rozwoju Wsi w rządzie Kazimierza Marcinkiewicza.
Po odejściu z rządu i PiS związała się z Platformą Obywatelską. W przedterminowych wyborach parlamentarnych w 2007 nie uzyskała ponownie mandatu. W 2008 sekretarz stanu w Ministerstwie Rolnictwa i Rozwoju Wsi Kazimierz Plocke powierzył jej funkcję swojego doradcy, którą pełniła do 2014. W 2011 ponownie bez powodzenia kandydowała do Sejmu.